# 118 (số)
118 (một trăm mười tám) là một số tự nhiên ngay sau 117 và ngay trước 119.

## Trong hóa học
- Là số hiệu nguyên tử của nguyên tố Oganesson (Og)